# Masato Yoshihara
Masato Yoshihara (吉原 正人 Yoshihara Masato?), född 27 oktober 1991 i Fukuoka prefektur, är en japansk före detta fotbollsspelare.
Yoshihara började sin karriär 2010 i Avispa Fukuoka. 2013 flyttade han till TSV Alemannia Aachen. Efter TSV Alemannia Aachen spelade han för Cambodia Tiger. Han avslutade karriären 2016.